# ナターシャ・ウォッチャム＝ロイ
ナターシャ・ウォッチャム＝ロイ（Natasha Watcham-Roy、1992年4月28日 - ）は、カナダの女子元ラグビー選手。

## プロフィール
- カナダ・オタワ出身[1]。
- ポジションはセンター(CTB)。
- 身長 170cm、体重 66kg

## 略歴
2016年、リオ五輪の7人制女子カナダ代表に選ばれて銅メダルを獲得。
2018年、現役を引退した。